# IC 1621
IC 1621 — галактика типу Sbc (компактна витягнута спіральна галактика) у сузір'ї Фенікс.
Цей об'єкт міститься в оригінальній редакції індексного каталогу.